# Aaron Schneider
Aaron Schneider é um cineasta estadunidense. Foi indicado ao Oscar de melhor curta-metragem em live action na edição de 2004 pela realização da obra Two Soldiers.

## Filmografia
- Two Soldiers (2003)
- Get Low (2009)
- Greyhound (2020)